# Santa Maria (Celorico da Beira)
A Freguesia de Santa Maria foi uma freguesia portuguesa do Município de Celorico da Beira que tinha 15,48 km² de área e 895 habitantes (2011), e, por isso, uma densidade populacional de 57,8 hab/km².
Foi extinta em 2013, no âmbito de uma reforma administrativa nacional, tendo sido agregada às freguesias de São Pedro e Vila Boa do Mondego, para formar uma nova freguesia denominada União das Freguesias de Celorico (São Pedro e Santa Maria) e Vila Boa do Mondego com a sede em São Pedro.

## População
| Totais e grupos etários | Totais e grupos etários | Totais e grupos etários | Totais e grupos etários | Totais e grupos etários | Totais e grupos etários | Totais e grupos etários | Totais e grupos etários | Totais e grupos etários | Totais e grupos etários | Totais e grupos etários | Totais e grupos etários | Totais e grupos etários | Totais e grupos etários | Totais e grupos etários | Totais e grupos etários |
| ----------------------- | ----------------------- | ----------------------- | ----------------------- | ----------------------- | ----------------------- | ----------------------- | ----------------------- | ----------------------- | ----------------------- | ----------------------- | ----------------------- | ----------------------- | ----------------------- | ----------------------- | ----------------------- |
|                         | 1864                    | 1878                    | 1890                    | 1900                    | 1911                    | 1920                    | 1930                    | 1940                    | 1950                    | 1960                    | 1970                    | 1981                    | 1991                    | 2001                    | 2011                    |
|                         | 1 244                   | 1 493                   | 1 574                   | 1 478                   | 1 460                   | 1 485                   | 1 384                   | 1 544                   | 1 514                   | 1 230                   | 968                     | 1 185                   | 1 064                   | 1 171                   | 895                     |
| i)                      |                         |                         |                         |                         |                         |                         |                         |                         |                         |                         |                         |                         |                         | 188                     | 109                     |
| ii)                     |                         |                         |                         |                         |                         |                         |                         |                         |                         |                         |                         |                         |                         | 166                     | 84                      |
| iii)                    |                         |                         |                         |                         |                         |                         |                         |                         |                         |                         |                         |                         |                         | 586                     | 500                     |
| iv)                     |                         |                         |                         |                         |                         |                         |                         |                         |                         |                         |                         |                         |                         | 231                     | 202                     |

```
i)
 0 aos 14 anos;
 ii)
 15 aos 24 anos; 
iii)
 25 aos 64 anos; 
iv)
 65 e mais anos	
```

## Heráldica
BRASÃO
Escudo de verde, castelo de prata lavrado de negro, aberto e frestado de vermelho, entre uma flor-de-lis de ouro, em chefe e um besante do mesmo, em ponta. Coroa mural de prata de três torres. Listel branco, com a legenda a negro: «CELORICO – SANTA MARIA».

## História da Freguesia
Santa Maria é uma das duas freguesias da zona urbana de Celorico da Beira. Anteriormente existiam na vila de Celorico da Beira quatro freguesias: Stª. Maria, S. Pedro, Stª André e S. Martinho.
Celorico da Beira, vila de fundação antiquíssima, é atribuída a sua origem aos túrdulos, 500 a.C. ou de mais recente fundação, foi edificada por Brigo, em 1 890 a.C. Habitada por diversos povos romanos, godos e árabes, foi palco de diversas lutas, ora dominado, ora dominador, num lugar glorioso do passado.
A origem do seu nome não é clara, crendo uns que a sua designação é pertença do seu fundador, Brigo, que fundou Celióbriga. Outros pelo contrário, dizem que o nome de Celorico advém das suas antigas designações Solo Rico ou Zelo Rico ou Celo Rico ou Céu Rico em referência á fertilidade do solo, fidelidade das suas gentes ou da agradável paisagem.
Conquistada aos Mouros, no reinado de D. Afonso Henriques, D. Mourinho Dola, seu primeiro Alcaide, foi assediada várias vezes pelos castelhanos, tendo sido uma delas em 1189, quando era Gonçalo Mendes seu alcaide – mor, irmão do alcaide de Linhares da Beira, facto que ficou presente nas armas das duas vilas.
Em 1246, Celorico fiel a D. Sancho II, foi também cercado por D. Afonso III, que quase tomava a praça pela fome, não fosse a astúcia do alcaide Fernão Rodrigues Pacheco.
Constituindo uma das três freguesias da zona Urbana de Celorico, outrora designada Nossa Senhora da Guia, Santa Maria domina a parte mais antiga da vila, com o seu imponente Castelo, zona histórica e a margem do rio Mondego.
A Freguesia de Santa Maria oferece ao visitante, um conjunto de casas e ruas dispersas em redor do seu Castelo, que fazem recordar os tempos antigos de batalhas e fortificações gloriosas, na defesa do território.
Rica pelo seu património edificado e cultural, podemos recordar nas suas gentes e oficinas abertas para a calçada, profissões antigas mas com graves problemas de herdeiros, como o latoeiro e o alfaiate.
O Largo de Santa Maria rodeia o visitante de uma beleza ímpar, na fachada da sua Igreja, na sua casa brasonada, ou ainda na sua Torre do Relógio.
Gozando de maravilhosa paisagem para o rio Mondego, vê-se ao fundo, no vale, a Ponte da Lavandeira, local de grande beleza, propício ao lazer, à contemplação da Natureza e à pesca.
Nesta Freguesia e graças à importante acção da voz do povo que vai transmitindo as lendas e histórias de geração em geração, mantêm-se vivas algumas.
“Em 1246, Celorico fiel a D. Sancho II foi cercado por D. Afonso III. Estando a guarnição e habitantes perdidos pela absoluta falta de alimentação, passou uma águia levando nas garras uma truta que largou a meio da praça. Esta foi imediatamente enviada de presente pelo governador Fernão Rodrigues Pacheco ao Conde de Bolonha que, julgando ser aquele peixe uma pequena amostra do que existia dentro da praça levantou o cerco e seguiu o seu destino”.

## Actividades Económicas
É no sector primário que, grande maioria da população trabalha, nomeadamente na agricultura e pastorícia. A principal riqueza desta freguesia é o Queijo da Serra ainda fabricado artesanalmente pelos criadores de gado.

O sector do comércio e serviços apresenta um desenvolvimento moderado, com pequenos postos de comércio que satisfazem as necessidades básicas da população.

## Património
- Castelo de Celorico da Beira
- Igreja Matriz de Santa Maria
- Calçada Romana
- Ponte da Lavandeira
- Necrópole de São Gens
- Torre do Relógio
- Pelourinho
- Cruzeiro
- Igreja da Misericórdia
- Casas Senhoriais
- Solar do Queijo da Serra da Estrela